# ديب روي
ديب روي (بالإنجليزية: Deep Roy) مواليد 1 ديسمبر 1957 في نيروبي، كينيا، هو ممثل بريطاني بدأ مسيرته الفنية عام 1976.

## الأعمال

### أفلام
- حرب النجوم الجزء السادس: عودة الجيداي
- العودة إلى أوز
- مافيا!
- بيج فيش
- تشارلي ومصنع الشوكولاتة
- جثة العروس
- ستار تريك
- المتحولون 2
- ستار تريك إلى الظلام

## روابط خارجية
- ديب روي على موقع IMDb (الإنجليزية)
- ديب روي على موقع ألو سيني (الفرنسية)
- ديب روي على موقع ميوزك برينز (الإنجليزية)
- ديب روي على موقع أول موفي (الإنجليزية)
- ديب روي على موقع قاعدة بيانات الأفلام السويدية (السويدية)
- ديب روي على موقع إن إن دي بي (الإنجليزية)
- ديب روي على موقع قاعدة بيانات الفيلم (الإنجليزية)
- ديب روي على موقع كينوبويسك (الروسية)